# Cyntha Lutke Schipholt
Cyntha Lutke Schipholt is een Nederlandse voormalig weg- en baanwielrenster. Tijdens de Wereldkampioenschappen wielrennen van 1990 in de Japanse stad Utsunomiya behaalde ze een achtste plaats in de wegwedstrijd. Datzelfde jaar won ze de puntenkoers tijdens de Nederlandse kampioenschappen baanwielrennen.

## Belangrijkste uitslagen

### Wegwielrennen
1987
Parel van de Veluwe
1988
 Nederlands kampioenschap
1989
Hel van het Mergelland

### Baanwielrennen
1986
 Nederlands kampioenschap sprint
1987
 Nederlands kampioenschap sprint
1990
 Nederlands kampioenschap puntenkoers